# Nicolas Haquin
Nicolas Haquin (* 15. Dezember 1980 in Léhon) ist ein französischer ehemaliger Fußballspieler.

## Karriere
Haquin begann das Fußballspielen bei kleineren Klubs in der Bretagne, ehe er 2004 zum EA Guingamp wechselte. Dort spielte er zuerst in der zweiten Mannschaft, kam aber in der Saison 2005/06 zu seinen ersten Einsätzen im Profibereich. Danach wurde er zumeist als Joker in der zweiten Liga eingesetzt. Im April 2008 lief er zudem für die Bretonische Auswahl auf, für die er beim 3:1 gegen die Republik Kongo ein Tor erzielen konnte. Nachdem er sich bei Guingamp nicht durchsetzen konnte, wechselte er 2009 zu Clermont Foot, wo er zu regelmäßigen Einsätzen kam. 2011 kehrte er zurück in die Bretagne und unterschrieb beim Drittligisten OC Vannes, dem er 2013 wieder den Rücken kehrte.